# آشرسليبن
آشرسلبن (بالألمانية: Aschersleben) هي بلدة ألمانية تقع في ألمانيا في ساكسونيا أنهالت. يقدر عدد سكانها بـ 27,723 نسمة.

## المدن التوأمة
مدن باينه، ترينتشياسكي تيبليسي وكيرافا هي مدن توأمة لـآشرسلبن.

## أعلام
- والتر أندرياس شفارتز
- هيلموت شتاين
- أوي جاكوبسن
- غيرد فون رونتشتيت
- أولياريوس